# Círculos nas plantações

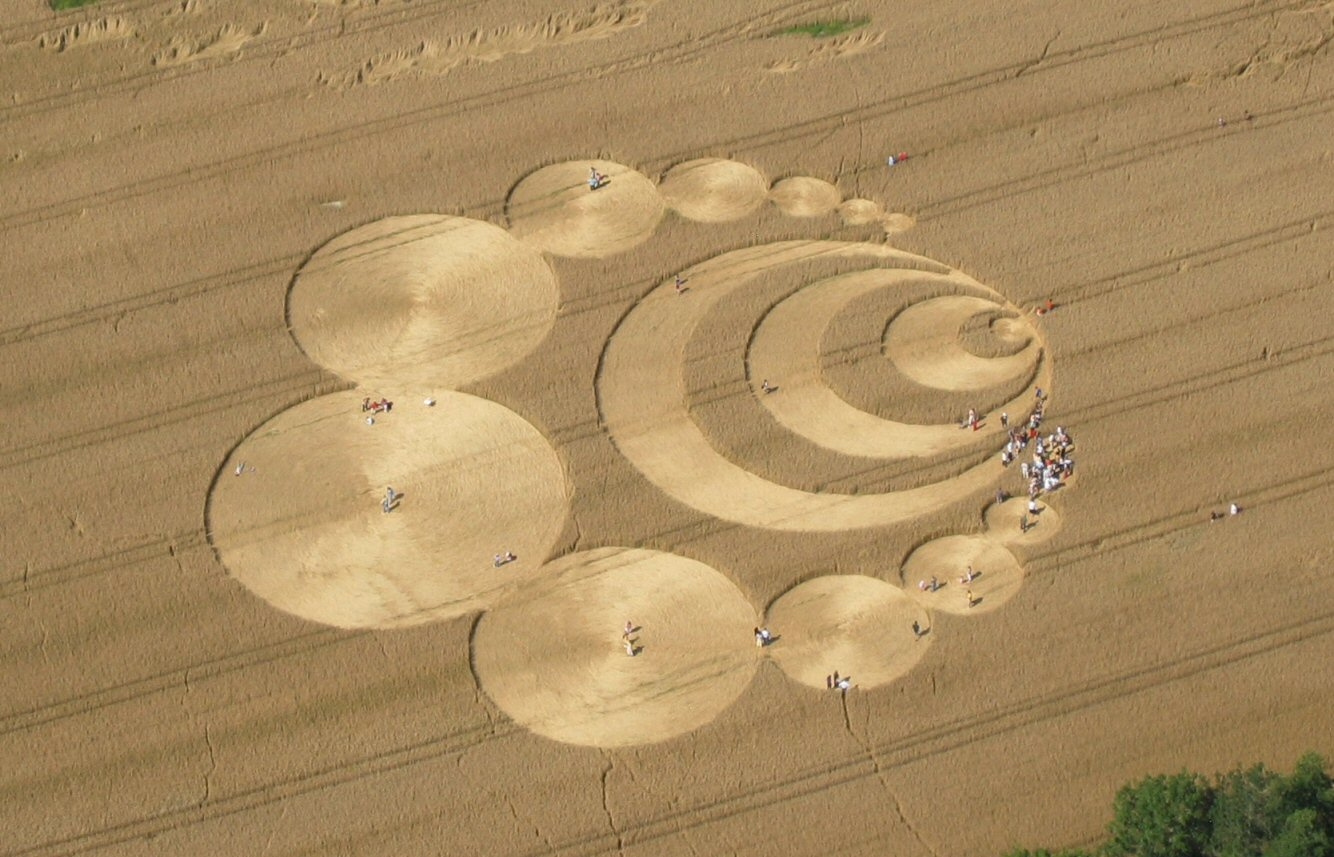
Círculos em um campo da Suíça

Os círculos nas plantações, também chamados de agroglifos, são formações de tamanho considerável criadas por meio do achatamento de uma cultura, como cereais, colza, cana e capim. Estas marcas em plantações normalmente são complexas e nem sempre apresentam forma circular. Apesar de muitos estudiosos alegarem causas naturais misteriosas ou origem alienígena como explicação para o fenômeno, o consenso científico é de que quase todos os casos são feitos pelo homem, com poucas exceções possivelmente formadas por fenômenos naturais ou meteorológicos.
O conceito de círculos nas plantações surgiu no final da década de 1970 por conta de hoaxes feitos por Doug Bower e Dave Chorley. Eles disseram que foram inspirados pelo caso de Tully, Queensland, Austrália, onde um fazendeiro encontrou um círculo achatado de juncos no pântano, depois de observar um OVNI, o que posteriormente foi explicado, que, na verdade, isso foi causado por um redemoinho.
Os círculos no Reino Unido, país onde é registrada a maioria dos casos, não estão distribuídos aleatoriamente por toda a paisagem e aparecem perto das estradas, em áreas de densidade populacional média ou alta, próximos a monumentos do patrimônio cultural, tais como Stonehenge ou Avebury, e sempre em áreas de fácil acesso. Vestígios arqueológicos podem causar marcas em campos com formas de círculos e quadrados, mas eles não aparecem durante a noite e estão sempre nos mesmos lugares todos os anos.
As formações geralmente são criadas durante a noite, embora existam alguns relatos de que surgiram durante o dia.

## História

### Primeiros relatos
Em 1686, o naturalista britânico Robert Plot relatou anéis ou arcos de cogumelos em The Natural History of Stafford-Shire  e propôs que algo do céu causou a formação (ver anéis de fadas). Uma carta de 1880 ao editor da revista Nature pelo cientista amador John Rand Capron descreve como uma recente tempestade havia criado vários círculos em um campo.

### Era moderna
Em 1932, o arqueólogo E C Curwen observou quatro anéis escuros num campo em um terreno próximo a Chichester, mas concluiu que era apenas "um círculo em que a cevada foi alojada ou espancada, enquanto a área interior foi ligeiramente amontoada."
Nos anos 1960, houve uma onda ufológica em Wiltshire e rumores de formações na região, mas elas nunca foram fotografadas. Há outros relatórios pré-1970 de formações circulares, especialmente na Austrália e no Canadá, mas eles eram sempre círculos simples, que poderiam ter sido causados por vendavais. David Wood relatou para a revista britânica Fortean Times, em 1940, ele havia feito os círculos nas plantações, com o uso cordas para achatar as plantas, perto de Gloucestershire.
A maioria dos relatos de círculos nas plantações têm aparecido e se popularizado desde o final da década de 1970, quando muitas formações começaram a aparecer em áreas rurais inglesas. Este fenômeno se tornou amplamente conhecido no final de 1980, depois que a imprensa começou a relatar círculos nas plantações de Hampshire e Wiltshire. Em 1991, após a declaração de Bower e Chorley de que eles eram responsáveis por muitos dos desenhos, os círculos começaram a aparecer em todo o mundo. Estima-se que cerca de 10 mil círculos em plantações têm sido relatados em vários países, como em regiões da antiga União Soviética, Reino Unido, Japão, Estados Unidos e Canadá. Os céticos observam uma correlação entre os círculos nas plantações, a intensa cobertura da mídia e a ausência de cercas e/ou legislação anti-invasões.
Embora os agricultores tenham manifestado preocupação com os danos causados a suas colheitas, a resposta local para o aparecimento de círculos em plantações tem sido entusiasta, sendo que os moradores aproveitam o aumento do turismo e de visitas de cientistas, pesquisadores e de indivíduos que procuram experiências espirituais.

### Bower e Chorley
Em 1991, os auto-proclamados "brincalhões" Doug Bower e Dave Chorley apareceram nas manchetes por afirmarem que foram eles que começaram o fenômeno em 1978, com o uso de ferramentas simples que consistem em uma prancha de madeira, corda e um boné de beisebol equipado com um laço de arame para ajudá-los a caminhar em linha reta. Para provar a sua alegação eles fizeram um círculo em frente aos jornalistas; o "cerealogista" (um especialista nessas formações), Pat Delgado, analisou o círculo e o declarou autêntico antes de ter sido revelado que era um trote.
Inspirados por relatos de círculos em plantações australianas em 1966, Doug e Dave alegaram serem os responsáveis por todos os círculos feitos antes de 1987 e por mais de 200 círculos em plantações no período entre 1978 e 1991 (sendo que outros 1000 círculos não foram feitos por eles).
Após o seu anúncio, os dois homens demonstraram fazendo um círculo de cultura. Segundo o professor Richard Taylor, "as pictografias que eles criaram inspiraram uma segunda geração de artistas de plantações ... os círculos em plantações evoluíram para um fenômeno internacional, sendo que agora centenas de pictogramas sofisticados aparecem anualmente em todo o mundo".

### Século XXI

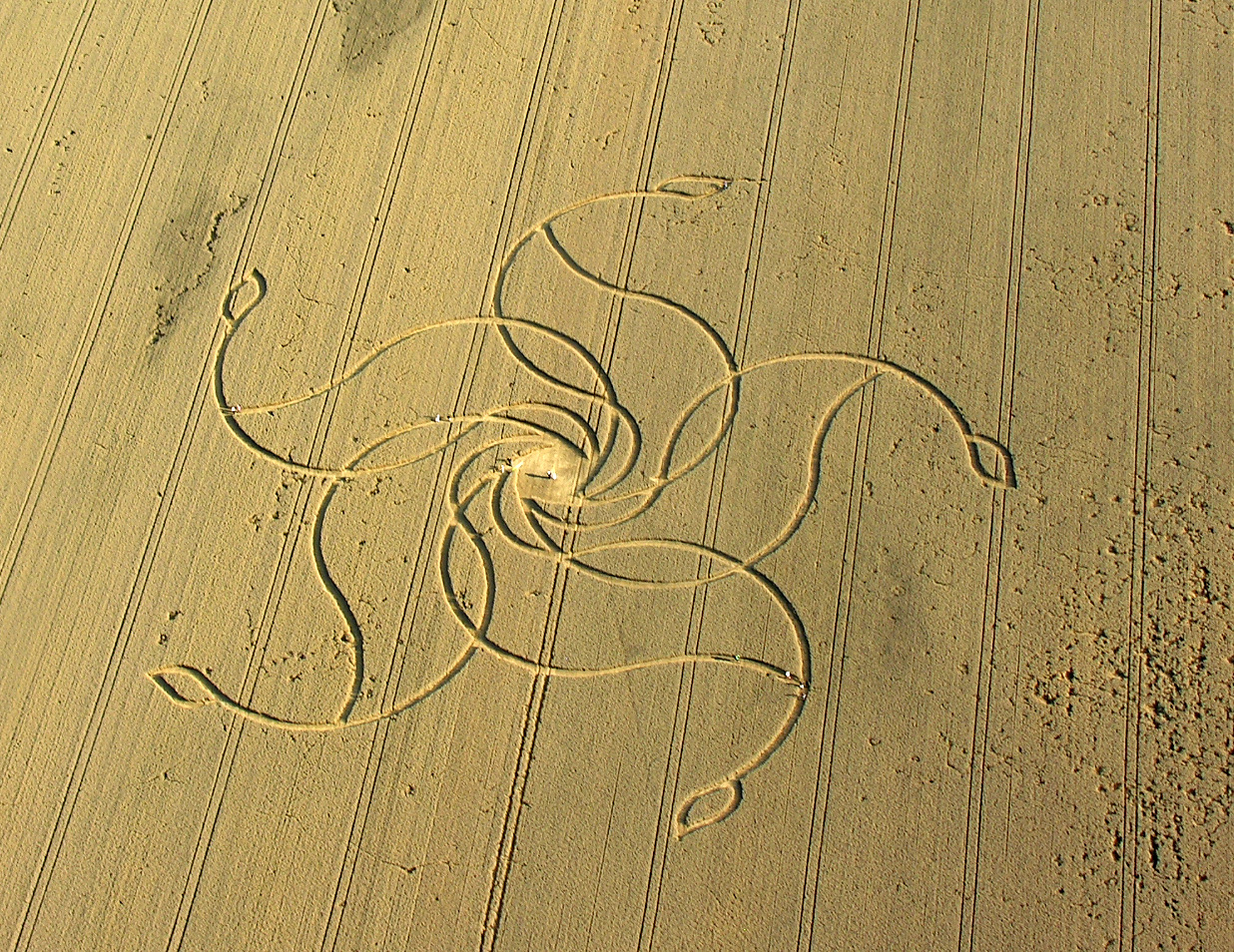
Formação em Diessenhofen, Suíça

A partir dos anos 2000, o número e a complexidade das formações em plantações aumentaram, alguns com até duas mil diferentes formas e que incorporam algumas características matemáticas e científicas complexas.
Um pesquisador descobriu que os círculos nas plantações no Reino Unido não estão distribuídos aleatoriamente por toda a paisagem. Eles aparecem perto das estradas, em áreas de densidade populacional média ou alta, próximas a monumentos do patrimônio cultural, tais como Stonehenge ou Avebury. E sempre aparecem em áreas que são de fácil acesso. Isto sugere fortemente que os círculos são mais propensos a serem causados pela ação humana intencional do que por qualquer atividade paranormal.
No Brasil, há relatos de agroglifos em plantações de trigo do sul do país desde 2008, especialmente no interior de Santa Catarina. No município de Ipuaçu, relatos sempre ocorrem entre o final do mês de outubro e o início do mês de novembro. Em Prudentópolis, Paraná, houve apenas um relato em outubro de 2015.

## Construção

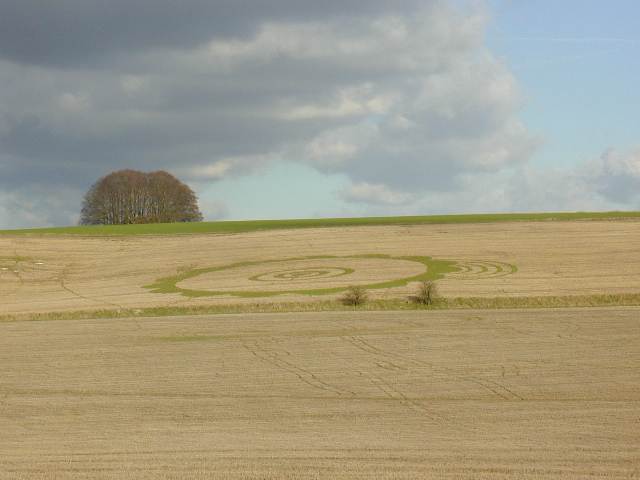
Círculo em uma plantação de Wiltshire, Reino Unido

O consenso científico sobre os círculos nas plantações é que eles são construídos pelos seres humanos como hoaxes. O método mais amplamente conhecido por uma pessoa ou grupo para construir uma formação em plantações é amarrar uma extremidade de uma corda a um ponto de ancoragem e a outra em uma placa, que é usada para esmagar as plantas e criar o desenho. Os céticos salientam que todas as características dos círculos nas plantações são totalmente compatíveis com a capacidade humana. Físicos têm sugerido que as formações mais complexas podem ser feita com a ajuda de GPS e lasers. Em 2009, um agroglifo foi feito ao longo de três noites consecutivas e aparentemente foi deixado inacabado, com alguns círculos incompletos.
Em seu livro de 1997, The Demon-Haunted World, Carl Sagan conclui que os círculos nas plantações foram criados por Bower e Chorley e seus imitadores e especula que ufólogos preferem ignorar as evidências de que as formações são feitas por mãos humanas para que eles possam continuar acreditando em uma origem extraterrestre para as formações em plantações. Também já foi comprovado que círculos nas plantações muito complexos podem ser criados por pessoas. A revista Scientific American publicou um artigo de Matt Ridley, que começou a fazer círculos em plantações do norte da Inglaterra em 1991. Ele escreveu sobre como é fácil desenvolver técnicas que usam ferramentas simples e que podem facilmente enganar os observadores posteriores. Ele relatou sobre como fontes de "especialistas", como o The Wall Street Journal, tinham sido enganadas e afirmou que as pessoas querem acreditar em explicações sobrenaturais para os fenômenos que ainda não são explicados. Métodos de criação de um agrolifo, inclusive, já estão bem documentados na Internet.
Os defensores da origem não-humano dos círculos dizem que as provas de envolvimento humano são tentativas de desacreditar os fenômenos. Alguns chegam a argumentar que há uma teoria da conspiração, com os governos plantando evidência de boato para confundir as origens dos círculos. Quando o escritor de ciência popular Matt Ridley escreveu artigos negativos na imprensa, ele foi acusado de espalhar "desinformação" e de trabalhar para o MI5, o serviço de inteligência militar do Reino Unido. Ridley respondeu que muitos "cerealogistas" vendem livros e proporcionam passeios turísticos de alto custo em campos de cultivo, sendo que eles têm interesses financeiros em rejeitar o que é de longe a explicação mais provável para os círculos.

### Implicações legais
Em 1992, os jovens húngaros Gábor Takács e Róbert Dallos, ambos então com 17 anos, foram as primeiras pessoas a enfrentar uma ação legal por conta da criação de um círculo em uma plantação. Takács e Dallos, alunos de uma escola secundária na Hungria especializado em agricultura, criaram um agrolifo de 36 metros de diâmetro em um campo de trigo perto de Székesfehérvár, 69 km a sudoeste de Budapeste, em 8 de junho de 1992. Em 3 de setembro, a dupla apareceu na TV húngara e expôs que o círculo era uma brincadeira, mostrando fotos do campo antes e depois da formação ter sido feita. Como resultado, a Aranykalász Co., a dona da propriedade, processou os jovens em cerca de 3 mil dólares por danos. O juiz determinou que os alunos eram responsáveis apenas pelos danos causados no próprio círculo, o que fez o valor cair para 30 dólares. O juiz argumentou que 99% dos danos às plantações foram causados pelos milhares de visitantes que afluíram para Székesfehérvár após o agrolifo aparecer na mídia.
Em 2000, Matthew Williams se tornou o primeiro homem no Reino Unido a ser preso por causar danos depois de fazer um agrolifo perto de Devizes, Wiltshire. Em novembro de 2000, ele foi multado em £100 e mais £40 em custos.

## Explicações alternativas

### Fenômenos meteorológicos
Foi sugerido que os círculos nas plantações poderiam ser o resultado de fenômenos meteorológicos extraordinários que variam de enormes tornados à raios globulares, mas não há nenhuma evidência de que todos os círculos nas plantações são criados por algumas destas causas.
Em 1880, um cientista amador, John Rand capron, escreveu uma carta ao editor da revista Nature sobre alguns círculos nas lavouras e culpou-os com uma tempestade recente, dizendo que sua forma era "sugestivo de alguma ação do vento ciclônica".
Em 1980, Terence Meaden, um meteorologista e físico, propôs que os círculos eram causados por redemoinhos cujo curso foi afetado pelas colinas do Sul da Inglaterra. Como os círculos se tornaram mais complexos, Terence teve que criar teorias cada vez mais complexas, culpando um "vórtice de plasma" eletromagneto hidrodinâmico. A teoria meteorológica tornou-se popular, e foi até referenciada em 1991 pelo físico Stephen Hawking que disse que, "os círculos nas plantações são embustes ou são formados pelo movimento do Vórtex no ar". A teoria meteorológica sofreu um grave golpe em 1991, mas o ponto de Hawking afirmando que se tratava de embustes foi suportado quando Bower e Chorley afirmaram que tinham sido responsáveis por fazer todos esses círculos. No final de 1991, Meaden disse que os círculos complexos foram feitos por fraudadores.

### Paranormal

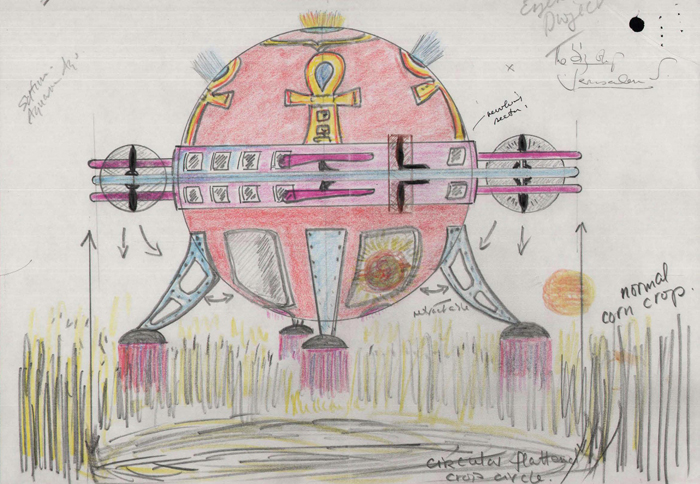
Esboço de uma "nave espacial" criando círculo em uma plantação, enviado ao Ministério de Defesa do Reino Unido, em cerca de 1998.

Desde que se tornou o foco da atenção da mídia na década de 1980, os círculos nas plantações tornaram-se objetos de especulação por vários investigadores paranormais e ufólogos, que variam de propostas de que eles foram criados por um fenômeno meteorológico bizarro à de que eles seriam mensagens de seres extraterrestres. Houve também especulações de que os círculos nas plantações têm uma relação com as Linhas de Ley.
Alguns defensores paranormais acreditam que os círculos nas plantações são causados pelos raios globulares e que os padrões são tão complexos que eles têm que ser controlados por alguma entidade.
Respondendo a crenças locais que "seres extraterrestres" em OVNIs foram responsáveis pelo aparecimento dos círculos, o Instituto Nacional Indonésio de aeronáutica e espaço (LAPAN) descreveu os círculos como coisas criadas por seres humanos. Thomas Djamaluddin, professor de pesquisa astronômica e astrofísica na LAPAN afirmou:  "temos vindo a concordar que esta hipótese não pode ser cientificamente comprovada". "Entusiastas paranormais, ufólogos e investigadores paranormais têm oferecido explicações hipotéticas que têm sido criticadas como pseudocientíficas por grupos céticos e cientistas, incluindo o Comitê para a Investigação Cética. "Não foram apresentadas provas credíveis de origem extraterrestre", completou Djamaluddin.

### Atividade animal
Em 2009, o procurador-geral da ilha da Tasmânia afirmou que cangurus australianos haviam sido encontrados criando círculos em campos de papoulas de ópio, que são cultivados legalmente para uso medicinal, após consumirem algumas das papoulas e correrem em círculos.

### Alterações nas plantações
Um pequeno número de cientistas têm encontrado diferenças entre as plantações dentro dos círculos e fora deles, citando isso como prova de que eles não foram feitos pelo homem.
William Levengood, um cientista e pesquisador do fenômeno, publicou trabalhos no jornal Physiologia Plantarum em 1994 e 1999. Em seu trabalho de 1994 ele descobriu que certas deformidades nos grãos dentro dos círculos estavam correlacionadas com a posição do grão dentro do círculo. Em 1996, o cético Joe Nickels opôs-se a que a correlação não é causa, levantou várias objeções aos métodos e suposições de Levengood, e disse que "até que seu trabalho seja replicado de forma independente por cientistas qualificados fazendo vários estudos, não parece haver necessidade de levar a sério as muitas afirmações duvidosas que Levengood faz, incluindo os seus semelhantes envolvendo as supostas mutilações de gado".

### Magnetismo
Em 2000, Colin Andrews, um pesquisador que havia pesquisado os círculos nas plantações por 17 anos, afirmou que acreditava que 80% eram feitos pelo homem, e os círculos remanescentes, com desenhos menos elaborados, poderiam ser explicados por uma mudança de três graus no campo magnético da terra, que "eletrocuta" as plantações, fazendo com que elas achatem e formem o círculo.

## Produção artística e negócios
Desde o início dos anos 90, o círculo de artes britânico Circlemakers, fundado pelos artistas Rod Dickinson e John Lundberg (e subsequentemente incluindo os artistas Wil Russell e Rob Irving), tem criado círculos no Reino Unido e em todo o mundo como parte de sua obra artística para a venda comercial .
A coletânea de Led Zeppelin (banda de rock britânica) que foi lançado em 7 de setembro de 1990, juntamente com os remasterizados do primeiro e segundo box , todas possuem uma imagem na capa de um círculo que apareceu em Wiltshire, Inglaterra.
Na noite de 11 e 12 de julho de 1992, uma competição de colheitadeiras (financiado em parte pela Fundação Arthur Koestler) foi realizada em Berkshire, também no mesmo país com um prêmio de aproximadamente 15 mil reais . A peça vencedora foi produzida por três engenheiros da Westland Helicopters , usando corda, tubo de PVC , uma prancha, um telescópio o e duas escadas. De acordo com Rupert Sheldrake, o concurso foi organizado por ele e John Michell e "co-patrocinado pelo The Guardian e The Cerealogist. O prêmio em dinheiro veio de PM, uma revista alemã. Sheldrake escreveu que "O experimento foi conclusivo. Os seres humanos poderiam de fato criar todas as características das formações de culturas de última geração na época. Onze das doze equipes fizeram formações mais ou menos impressionantes que seguiram o cenário definido."
Em 2002, o Discovery Channel contratou cinco estudantes de pós-graduação em aeronáutica e astronáutica do MIT para criar seus próprios círculos, com o objetivo de duplicar algumas das características reivindicadas para distinguir os círculos "reais" das falsificações conhecidas, como as criadas por Bower e Chorley. A criação do círculo foi gravada e usada no documentário do Discovery Channel Crop Circles: Mysteries in the Fields.
Em 2009, o The Guardian informou que a frequência do círculo agrícola estava diminuindo em torno de Wiltshire, em parte porque os produtores preferiam criar círculos para as empresas que pagassem bem por seus esforços.
Uma sequência de vídeos usada em conexão com a abertura dos Jogos Olímpicos de Verão de 2012 em Londres mostrou dois círculos nas plantações em forma de anéis olímpicos . Outro círculo de colheita olímpica era visível para os passageiros que pousavam no aeroporto de Heathrow nas proximidades antes e durante os Jogos.
Um círculo de 0,028 km² (2,8 hectares) representando o emblema de Star Wars Rebel Alliance que  foi criado na Califórnia em dezembro de 2017 por um menino de 11 anos como espaçoporto de caças X-wing.

## Folclore

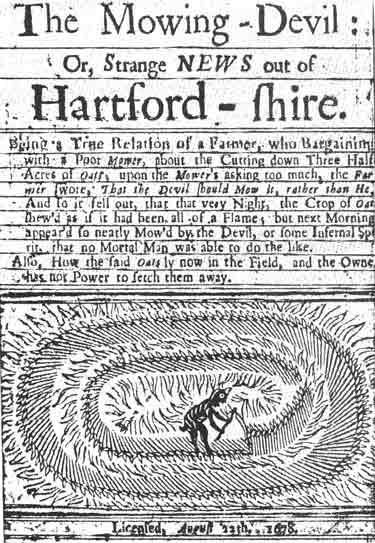
Gravura de um jornal de 1678 sobre o "Demônio Ceifador"

Alguns pesquisadores dos círculos nas plantações relacionam os círculos com antigos contos folclóricos para apoiar a afirmação de que eles não são produzidos artificialmente. Os folclores envolta do círculo são dependentes da cultura: elas aparecem principalmente em países ocidentais desenvolvidos e secularizados onde as pessoas são receptivas a novas crenças, como o Japão, mas elas não aparecem em todos os países, como os países muçulmanos.
Uma xilogravura inglesa do século XVII chamada de o "Demônio Ceifador" retrata o diabo com uma foice cortando com um desenho circular um campo de aveia. O panfleto contendo a imagem afirma que o agricultor, enojado com o salário que um lavrador estava exigindo para o seu trabalho, insistiu que ele preferia ter "o próprio diabo" para executar a tarefa. O pesquisador dos círculos, Jim Schnabel não considera ser este um precedente histórico para os círculos porque as hastes foram cortadas, não dobradas. A forma circular indicava ao agricultor que tinha sido causada pelo diabo.
Na história alemã de 1948 Die Zwölf Schwäne (os doze cisnes), um agricultor encontrava em todas as manhãs um anel circular de grãos achatados em sua plantação. Após várias tentativas, seu filho viu doze princesas disfarçadas de cisnes, que tiraram seus disfarces e dançaram no campo. Os anéis produzidos por fungos podem ter inspirado tais contos.